# Колотилово (Владимирская область)
Колотилово — упразднённый посёлок в Вязниковском районе Владимирской области России.

## География
Урочище находится в северо-восточной части области, в зоне хвойно-широколиственных лесов, в пределах Волжско-Окского междуречья, на левом берегу реки Вербец, на расстоянии примерно 17 километров (по прямой) к востоко-северо-востоку от города Вязники, административного центра района. Абсолютная высота — 78 метров над уровнем моря.

### Климат
Климат характеризуется как умеренно континентальный. Средняя температура воздуха самого холодного месяца (января) — −11,1 °C (абсолютный минимум — −48 °С), средняя максимальная температура воздуха (июля) — +23,3 °С (абсолютный максимум — +37 °С). Годовое количество атмосферных осадков составляет около 607 мм, из которых 413 мм выпадает в период с апреля по октябрь.

## История
На момент упразднения входила в состав Малоудольского сельсовета Вязниковского района. Упразднена решением облисполкома № 778 от 23 ноября 1983 года как фактически не существующая.